# Heinsius (cràter)
Heinsius és un cràter d'impacte erosionat que es troba a la part sud-oest de la Lluna. Està situat al nord-oest del prominent cràter Tycho, el sistema de marques radials del qual passa al nord i al sud d'Heinsius, així com marca la vora i l'interior amb els seus materials de diferent albedo. Al sud-sud-oest d'Heinsius apareix la plana emmurallada del cràter més gran Wilhelm.

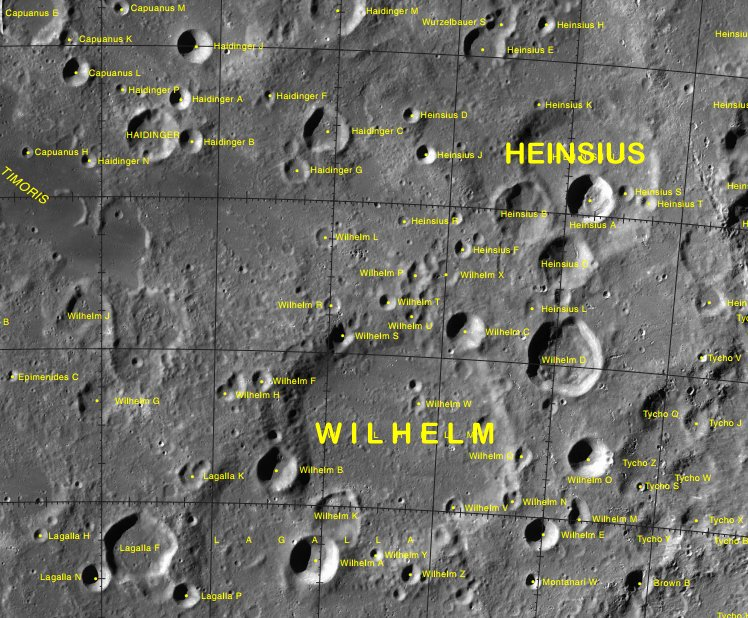
Localització d'Heinsius (superior dreta de la imatge)
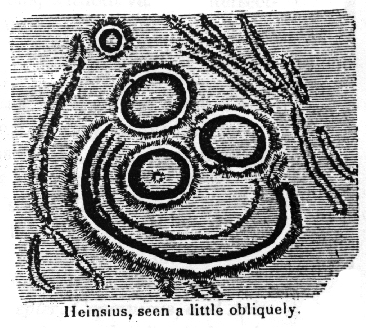
Esquema d'Heinsius dibuixat pel naturalista estatunidenc James Dwight Dana (1813-1895)

La part sud del cràter ha estat fortament danyada per impactes posteriors. Tant Heinsius B com Heinsius C travessen la vora sud i sud-oest del cràter principal, mentre que Heinsius A es troba al sòl interior del costat sud. Junts aquests tres cràters satèl·lit formen una disposició triangular amb les vores separades només per alguns quilòmetres els uns dels altres. Si Heinsius posseïa un pic central, ara està cobert per les rampes exteriors d'Heinsius A.

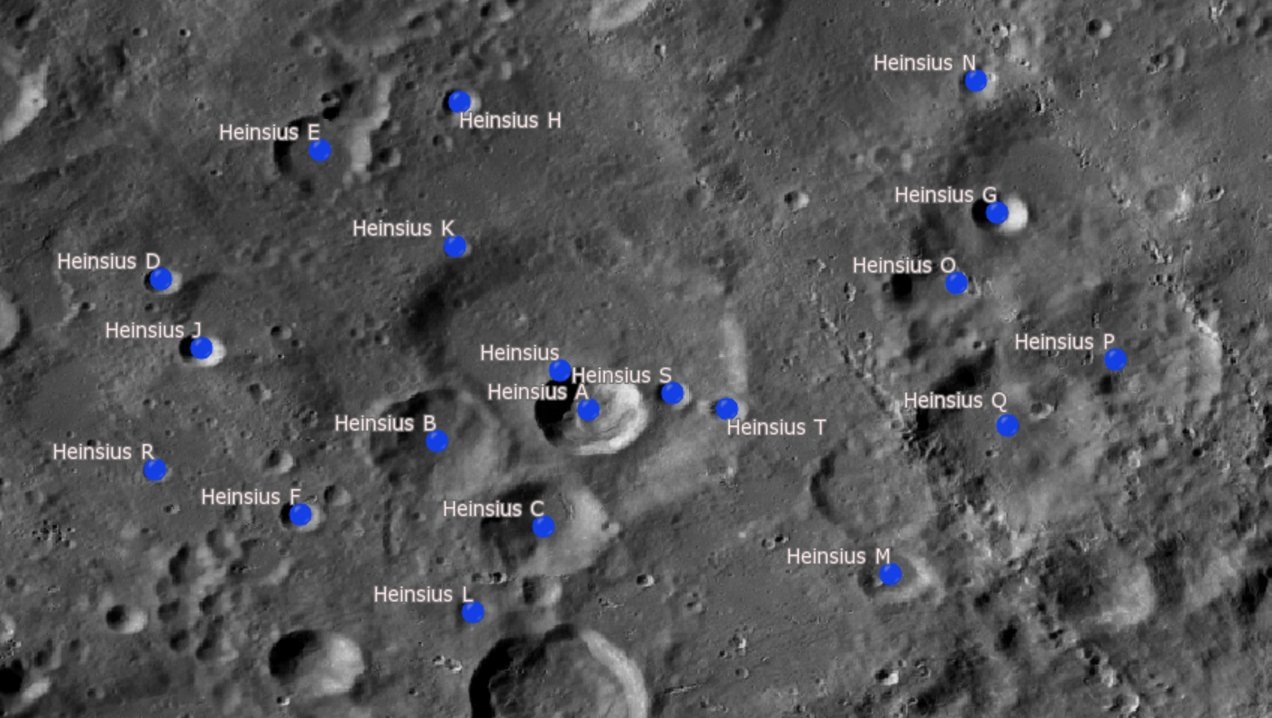
Cràters satèl·lit

La meitat nord de la vora s'ha conservat una mica millor, encara que també notablement desgastada i arrodonida a causa de l'erosió d'altres impactes. Presenta una àmplia terrassa al llarg de la paret interior al costat nord-est. Un petit cràter es troba exactament a la vora del sector nord-oest. El sòl interior de la zona nord és relativament plà i sense trets distintius.

## Cràters satèl·lit
Per convenció aquests elements són identificats en els mapes lunars posant la lletra en el costat del punt central del cràter que està més proper a Heinsius.
| Heinsius | Coordenades                          | Diàmetre |
| -------- | ------------------------------------ | -------- |
| A        | 39° 42′ S, 17° 36′ O / 39.7°S,17.6°O | 20 km    |
| B        | 40° 00′ S, 18° 36′ O / 40.0°S,18.6°O | 23 km    |
| C        | 40° 36′ S, 17° 54′ O / 40.6°S,17.9°O | 23 km    |
| D        | 38° 48′ S, 20° 42′ O / 38.8°S,20.7°O | 7 km     |
| E        | 37° 48′ S, 19° 30′ O / 37.8°S,19.5°O | 17 km    |
| F        | 40° 30′ S, 19° 42′ O / 40.5°S,19.7°O | 7 km     |
| G        | 38° 18′ S, 14° 30′ O / 38.3°S,14.5°O | 11 km    |
| H        | 37° 24′ S, 18° 30′ O / 37.4°S,18.5°O | 8 km     |
| J        | 39° 18′ S, 20° 24′ O / 39.3°S,20.4°O | 8 km     |
| K        | 38° 30′ S, 18° 30′ O / 38.5°S,18.5°O | 5 km     |
| L        | 41° 12′ S, 18° 24′ O / 41.2°S,18.4°O | 8 km     |
| M        | 40° 54′ S, 15° 18′ O / 40.9°S,15.3°O | 14 km    |
| N        | 37° 18′ S, 14° 42′ O / 37.3°S,14.7°O | 7 km     |
| O        | 38° 48′ S, 14° 48′ O / 38.8°S,14.8°O | 5 km     |
| P        | 39° 24′ S, 13° 48′ O / 39.4°S,13.8°O | 40 km    |
| Q        | 39° 54′ S, 14° 30′ O / 39.9°S,14.5°O | 35 km    |
| R        | 40° 12′ S, 20° 42′ O / 40.2°S,20.7°O | 5 km     |
| S        | 39° 36′ S, 16° 54′ O / 39.6°S,16.9°O | 7 km     |
| T        | 39° 42′ S, 16° 30′ O / 39.7°S,16.5°O | 7 km     |